# Hidehiko Yoshida
Pour les articles homonymes, voir Yoshida.
Hidehiko Yoshida (吉田 秀彦, Yoshida Hidehiko), né le 3 septembre 1969, est un Japonais médaillé d'or en judo aux Jeux olympiques. Après sa carrière de judoka il s'est reconverti dans le combat libre. Il participe actuellement[Quand ?] au circuit japonais du sengoku.
Il a été élève du pensionnat d’élite Kôdôgakusha jûdô boarding school, à Tokyo. Parmi les anciens élèves de l’école Kôdôgakusha figurent aussi Toshihiko Koga et Shohei Ono, tous deux médailles d’or aux Jeux olympiques.

## Palmarès en Judo
- World Judo Championship 78 kg class : 3e place (1991)
- Jeux olympiques de Barcelone : vainqueur des 78 kg (1992)
- World Judo Championship 78 kg class : 2e place (1993)
- World Judo Championship 86 kg class : 2e place (1995)
- Jeux olympiques d'Atlanta : 5e des 86 kg (1996)
- World Judo Championship 90 kg class : vainqueur (1999)

## Palmarès en MMA
8 victoires (8 soumissions), 6 défaites (2 TKO, 1 soumission, 3 décisions), 1 match nul.
 (novembre 2015).
| June 8,2008  | Win     | Maurice Smith    | World Victory Road Sengoku 3      | Submission (Neck Crank)               | Round 1, 2:23  |
| Mar 5,2008   | Loss    | Josh Barnett     | World Victory Road Sengoku        | Submission (Heel Hook)                | Round 3, 3:23  |
| Dec 31, 2006 | Loss    | James Thompson   | PRIDE Shockwave 2006              | TKO (strikes)                         | Round 1, 7:50  |
| Jul 2, 2006  | Loss    | Mirko Filipović  | PRIDE Critical Countdown Absolute | Verbal Submission (Leg Kicks)         | Round 1, 7:38  |
| May 5, 2006  | Win     | Yosuke Nishijima | PRIDE Total Elimination Absolute  | Technical submission (Triangle choke) | Round 1, 2:33  |
| Dec 31, 2005 | Win     | Naoya Ogawa      | PRIDE Shockwave 2005              | Submission (Armbar)                   | Round 1, 6:04  |
| Aug 28, 2005 | Win     | David L. Abbott  | PRIDE Final Conflict 2005         | Submission (Choke)                    | Round 1, 7:40  |
| Apr 23, 2005 | Loss    | Wanderlei Silva  | PRIDE Total Elimination 2005      | Decision (Split)                      | Round 3, 5:00  |
| Dec 31, 2004 | Loss    | Rulon Gardner    | PRIDE Shockwave 2004              | Decision (Unanimous)                  | Round 3, 5:00  |
| Jun 20, 2004 | Win     | Mark Hunt        | PRIDE Critical Countdown 2004     | Submission (Armbar)                   | Round 1, 5:25  |
| Dec 31, 2003 | Égalité | Royce Gracie     | PRIDE Shockwave 2003              |                                       | Round 2, 10:00 |
| Nov 9, 2003  | Loss    | Wanderlei Silva  | PRIDE Final Conflict 2003         | Decision (Unanimous)                  | Round 2, 5:00  |
| Aug 10, 2003 | Win     | Kiyoshi Tamura   | PRIDE Total Elimination 2003      | Submission (Ezekiel Choke)            | Round 1, 5:06  |
| Dec 31, 2002 | Win     | Masaaki Satake   | Inoki Bom-Ba-Ye vs K-1 2002       | Submission (Neck lock)                | Round 1, 0:50  |
| Nov 24, 2002 | Win     | Don Frye         | PRIDE 23                          | Technical Submission (Armbar)         | Round 1, 5:32  |